# Mitsubishi Tōkyō UFJ Ginkō
K.K. Mitsubishi Tōkyō UFJ Ginkō (jap. 株式会社三菱東京UFJ銀行, Kabushiki kaisha Mitsubishi Tōkyō UFJ Ginkō, engl. The Bank of Tokyo-Mitsubishi UFJ, Ltd., abgekürzt BTMU) ist eine japanische Bank, die am 1. Januar 2006 durch die Fusion der K.K. Tōkyō Mitsubishi Ginkō (The Bank of Tokyo-Mitsubishi, Ltd.) und der K.K. UFJ Ginkō (UFJ Bank Limited) entstand.
Die Bank dient als zentrales Geldinstitut der K.K. Mitsubishi UFJ Financial Group (MUFG), des weltgrößten Finanzdienstleisters, gemessen an den Einlagen. Das Unternehmen wird an der New York Stock Exchange gehandelt.
Der Firmensitz ist in Marunouchi, Stadtbezirk Chiyoda in Tokio.

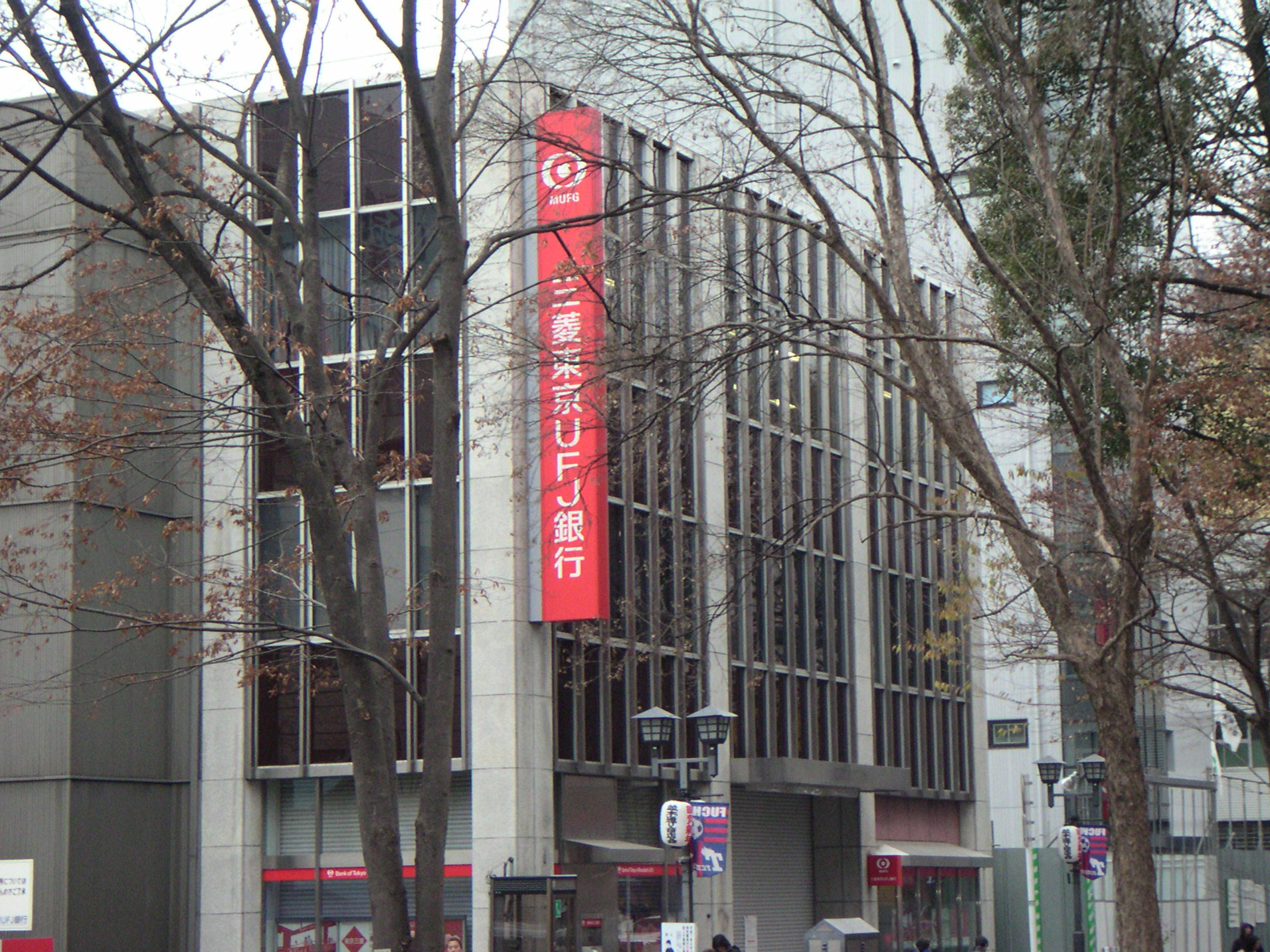
Fuchu-Zweigstelle der Bank

## Geschichte
Die Geschichte der Bank of Tokyo-Mitsubishi geht zurück auf das Jahr 1880, als sie unter dem Namen Mitsubishi Bank gegründet wurde. Im gleichen Jahr entstand auch die Yokohama Specie Bank, ein Vorgänger der Bank of Tokyo, die 1945 mit dem Kapital der Yokohama Specie Bank gegründet wurde. Am 1. April 1996 fusionierten die Mitsubishi Bank und die Bank of Tokyo zur Bank of Tokyo-Mitsubishi. Am 15. Januar 2002 entstand durch den Zusammenschluss der Sanwa Bank (gegründet 1933), der Tokai Bank (1941) und der Toyo Trust and Banking Co. (1978) die UFJ Bank. Im Juli 2004 stimmte die K.K. Mitsubishi Tōkyō Financial Group der Fusion mit der K.K. UFJ Holdings zu. Am 1. Oktober 2005 erfolgte der Zusammenschluss, wodurch die Mitsubishi UFJ Financial Group entstand. Am 1. Januar 2006 fusionierte innerhalb dieser Gruppe die Bank of Tokyo-Mitsubishi mit der UFJ Bank zur  Bank of Tokyo-Mitsubishi UFJ.